# Джеймс Хилман
Джеймс Хилман (на английски: James Hillman) е американски психолог.

## Биография
Роден е на 12 април 1926 година в Атлантик сити, САЩ. Той смята, че корените му са от еврейски и европейски произход. Служи в Корпуса на американската военноморска болница от 1944 – 1946, след което отива в Сорбоната в Париж и в Тринити колидж в Дъблин, като завършва през 1950. По-късно учи в Института „Карл Густав Юнг“ в Цюрих и развива архетипната психология, след което се пенсионира и работи като частен лектор.
Умира на 27 октомври 2011 година на 85-годишна възраст.

### На български език
- Кодът на душата, Изд. Кибеа, 2000
- Сънят и подземният свят, Изд. Леге Артис, 2016

### На английски език
- Archetypal Psychology, Uniform Edition, Vol. 1 (Spring Publications, 2004)
- City and Soul, Uniform Edition, Vol. 2 (Spring Publications, 2006)
- Senex and Puer, Uniform Edition, Vol. 3 (Spring Publications, 2006)
- A Terrible Love of War (2004)
- The Force of Character (Random House, New York, 1999)
- The Soul's Code: On Character and Calling (1997)
- Kinds of Power: A Guide to its Intelligent Uses (1995)
- Healing Fiction (1994)
- We've Had a Hundred Years of Psychotherapy – And the World's Getting Worse (with Michael Ventura) (1993)
- The Thought of the Heart and the Soul of the World (1992)
- A Blue Fire: Selected Writings of James Hillman introduced and edited by [[Thomas Moore (spiritual writer)|Thomas Moore (1989)
- Anima: An Anatomy of a Personified Notion (1985)
- Inter Views (with Laura Pozzo) (1983)
- The Myth of Analysis: Three Essays in Archetypal Psychology (1983a)
- The Dream and the Underworld (1979)
- Re-Visioning Psychology (1975)
- Loose Ends: Primary Papers in Archetypal Psychology (1975a)
- Pan and the Nightmare (1972)
- Suicide and the Soul (1964)